# Ларионов (ручей)
Ларионов — ручей в России, протекает по территории Сумпосадского сельского поселения Беломорского района Карелии. Длина ручья — 11 км.

## Физико-географическая характеристика
Ручей берёт начало из озера Тряслового и далее течёт преимущественно в восточном направлении по частично заболоченной местности.
В общей сложности имеет два малых притока суммарной длиной 4,0 км.
Устье ручья находится в 26 км по левому берегу реки Вирмы, впадающей в Онежскую губу Белого моря.
Населённые пункты на ручье отсутствуют.
Код объекта в государственном водном реестре — 02020001412202000007027.